# Muchas Gracias
Muchas Gracias fue una revista editada en Madrid entre 1924 y 1932.

## Descripción
Editada en Madrid, su primer número apareció el 2 de febrero de 1924. Comparándola con su precedente Buen Humor, otro ejemplo de las revistas cómico-festivas de la época, ha sido descrita como «más desgarrada y popular». En la sección de publicidad de la revista se incluían anuncios de preservativos. Entre los ilustradores que colaboraron en las páginas de la revista, un proyecto impulsado por Artemio Precioso que alcanzó gran popularidad, se contaron nombres como los de Areuger, Roberto Martínez Baldrich, Echea, Miguel Mihura, Rafael de Penagos, Máximo Ramos, José Robledano, Enrique Varela de Seijas, Joaquín Xaudaró, Pedro Antonio Villahermosa «Sileno», Alejandro Sirio, José Izquierdo Durán y Demetrio. Cesó su publicación el 20 de febrero de 1932.